# Ваутерс, Жан
Жан Ваутерс (нидерл. Jean Wauters; 25 ноября 1906, Моленбек-Сен-Жан, Бельгия — 14 апреля 1989, Андерлехт, Бельгия) — бельгийский профессиональный шоссейный велогонщик в 1930-1937 годах. 

## Достижения
1927
8-й Льеж — Бастонь — Льеж
1928
5-й Льеж — Бастонь — Льеж
1930
5-й Льеж — Бастонь — Льеж
1931
3-й Тур Бельгии — Генеральная классификация
6-й Льеж — Бастонь — Льеж
1933
1-й Париж — Лилль
1934
2-й Париж — Рубе
1935
3-й Тур Бельгии — Генеральная классификация
3-й Grand Prix de la ville de Vilvorde
1936
2-й Чемпионат Цюриха
6-й Париж — Рубе
9-й Тур Фландрии
1937
8-й Тур Фландрии

### Гранд-туры
| Гранд-тур      | 1932 | 1933 | 1934 |
| -------------- | ---- | ---- | ---- |
| Джиро д’Италия | —    | —    | —    |
| Тур де Франс   | 17   | НФ   | 31   |

| —  | Не участвовал  |
| НФ | Не финишировал |